# Salt de la Tosca
El Salt de la Tosca és un salt d'aigua del terme municipal de Castellcir, dins del territori de l'enclavament de la Vall de Marfà, a la comarca del Moianès. És a l'extrem nord-oest de la Vall de Marfà, en el costat nord-oest del Molí de Brotons, a la mateixa Riera de Marfà.